# Élections générales saskatchewanaises de 1982

L'élection générale saskatchewanaise de 1982 se déroule le 26 avril 1982 afin d'élire les députés de l'Assemblée législative de la Saskatchewan. Il s'agit de la 20e élection générale en Saskatchewan depuis la création de cette province du Canada en 1905.

## Résultats
| Parti                                | Parti                      | Chef        | # de candidats | Sièges | Sièges | Sièges   | Voix    | Voix    | Voix     |
| Parti                                | Parti                      | Chef        | # de candidats | 1978   | Élus   | % Diff.  | #       | %       | % Diff.  |
| ------------------------------------ | -------------------------- | ----------- | -------------- | ------ | ------ | -------- | ------- | ------- | -------- |
|                                      | Progressiste-conservateur  |             | 64             | 17     | 55     | +266,7 % | 289 311 | 54,07 % | +15,99 % |
|                                      | Nouveau Parti démocratique |             | 64             | 44     | 9      | -79,5 %  | 201 390 | 37,64 % | -10,44 % |
|                                      | Libéral                    |             | 64             | -      | -      | -        | 24 134  | 4,51 %  | -9,27 %  |
|                                      | Western Canada Concept     |             | 40             | *      | -      | *        | 17 487  | 3,26 %  | *        |
|                                      | Indépendant                | Indépendant | 8              | -      | -      | -        | 1 607   | 0,30 %  | +0,28 %  |
|                                      | Aboriginal People's        |             | 10             | *      | -      | *        | 1 156   | 0,22 %  | *        |
| Total                                | Total                      | Total       | 250            | 61     | 64     | +4,9 %   | 535 085 | 100 %   |          |
| Source : (en) Elections Saskatchewan |                            |             |                |        |        |          |         |         |          |

 Note :
* N'a pas présenté de candidats lors de l'élection précédente.